# 진주검무
진주검무(晋州劍舞)는 대한민국 경상남도 진주 지방의 교방에서 전승되어 온 여성검무를 말한다. 진주검무는 대한민국 국가무형문화재 제12호로 지정되어 있다.

## 개요
진주지방에 전승되어 내려오는 검무로, 1967년 1월 16일에 국가무형문화재 제12호로 지정되었다. 현재 우리나라에 남아 있는 궁중무용 중에서 그 역사가 가장 오래된 검무이다.
서기 660년 경 신라시대에 발생된 춤으로, 고려 말까지는 가면을 쓰고 연출되었는데, 당시 문인이었던 이담이나 이유원의 시에도 그 출전이 남아 있다. 그 후 조선 초기까지 문헌에 기록이 없다가 순조 때 궁중 《정재무도홀기(呈才舞蹈笏記)》에 다시 나타난다. 이 책에는 민간에서 시작된 검무가 궁중으로 흘러들어간 것으로 추측되며, 진주검무의 유래가 이것에서 시작된 것을 알 수 있다. 진주 검무가 전승되어 보존된 내력을 알 수 있게 해주는 문헌이야.

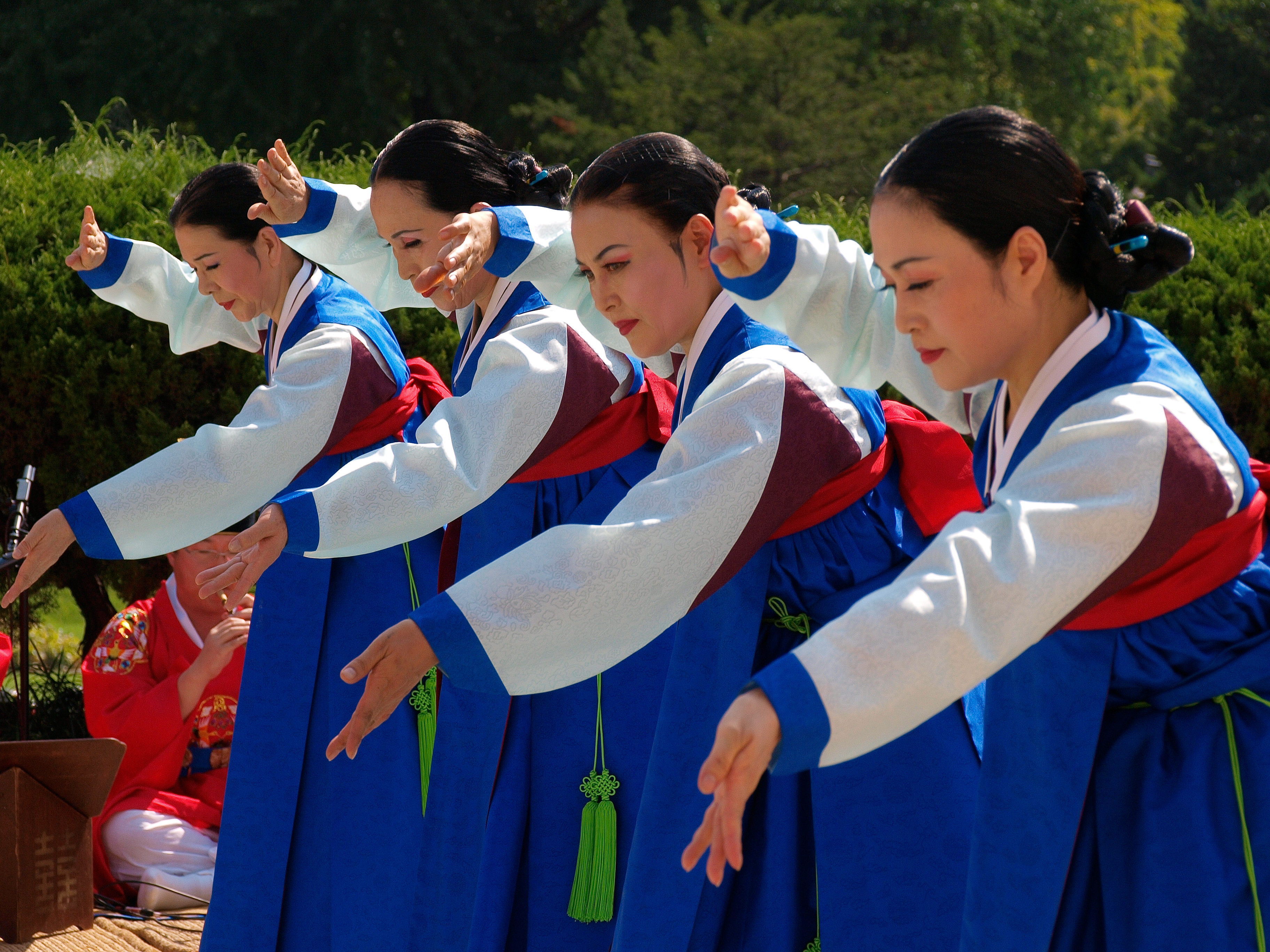

진주감영에서 관기를 교육하고 감독하는 부서인 교방청(敎坊廳)이 고종 연간까지 존재하고 있었는데, 최순이(崔順伊, 일명 完子, 1884~1969)라는 무녀(舞女)가 13세 때 진연도감청에 선상기로 뽑혀 올라가 1904년부터 궁중무희로 활동했다. 1910년 경술국치가 일어나자 그녀는 낙향하여 진주로 돌아왔지만 그때는 진주감영이 폐쇄되고, 교방청도 해산되었다.
그 후 교방청은 일본인 감독 하에 기생조합 형태로 유지되었는데, 최순이는 1918년부터 후배양성을 시작하였다. 당시 그녀가 검무를 비롯해 여러 가무를 전승하며 길러낸 제자들은 진주검무 최초의 선구자가 되었는데, 김자진(金子眞, 1967년~1978년), 서상달(徐上達, 1903년~1967년), 강귀례(姜貴禮, 1906년~1978년), 이윤례(李潤禮, 1903년~1999년), 최예분(崔禮分, 1912년~1993년), 김순녀(金順女, 1926년~ ) 등이 대표적이며, 이들로 인해 진주검무가 1967년 국가무형문화재 12호로 지정받게 되었다.

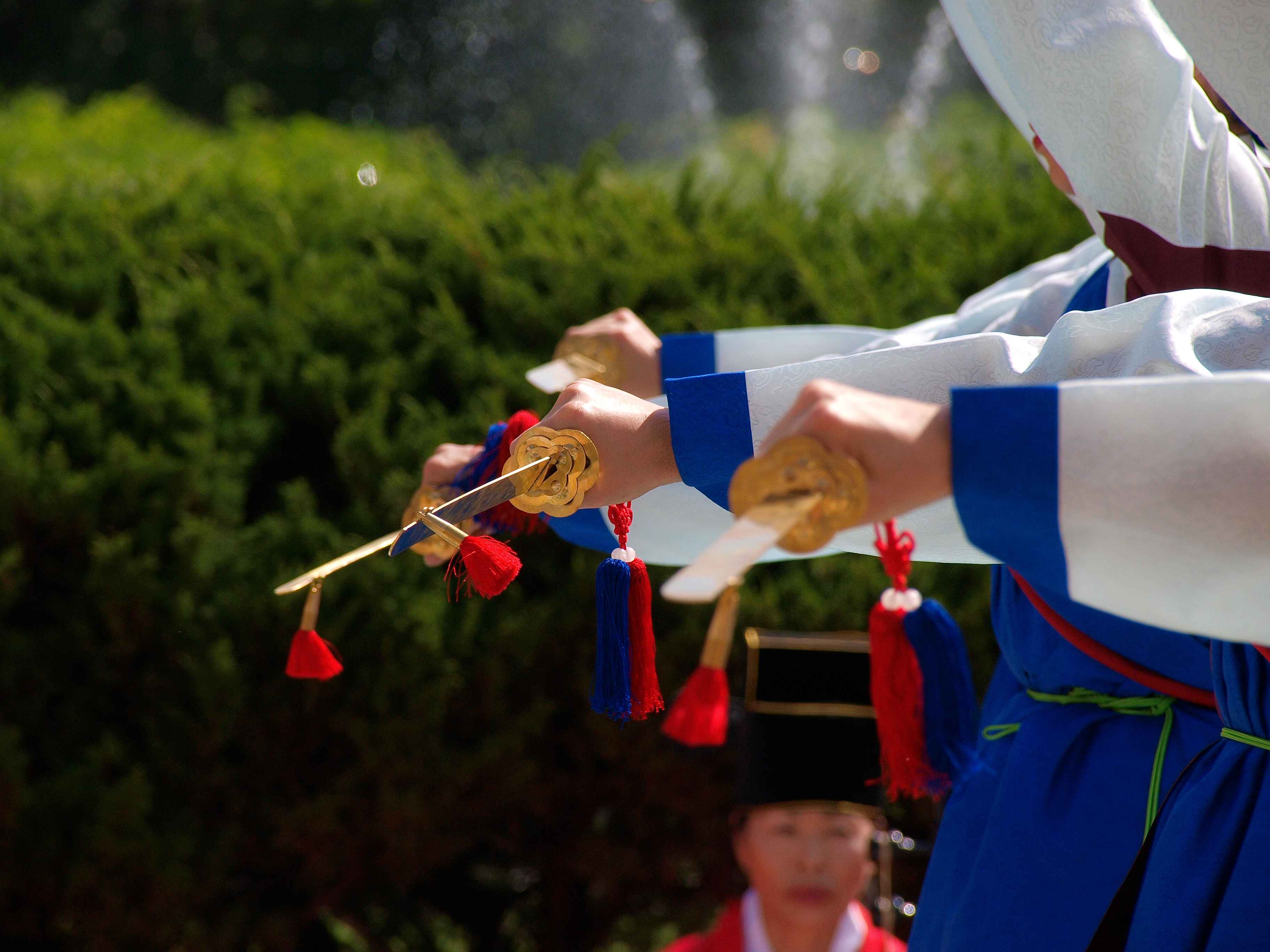

1968년 8월부터 후계자 양성을 위해 전수사업을 시작하여, 이윤례, 김자진으로부터 성계옥(成季玉), 정필순, 정금순 등이 제1기생으로 전수를 받았고, 이후 최예분, 강귀례로부터 김연이, 정금순이 전수를 받았으며, 이음전, 김순녀로부터 서정남, 조숙희 등이 전수를 받았다.
이 중 성계옥은 1978년 6월 20일 기능보유자로 인정을 받아, 진주검무와 전통문화 예술분야에 헌신적은 노력을 아끼지 않았는데 현재까지도 진주검무보존회 회장을 맡아 전수자를 양성하고 있다. 정필순은 1982년에 보유자 후보로 선정되었으나, 99년 사망으로 해제되었고 정금순은 2001년 보유자로 인정받았다.

## 형식

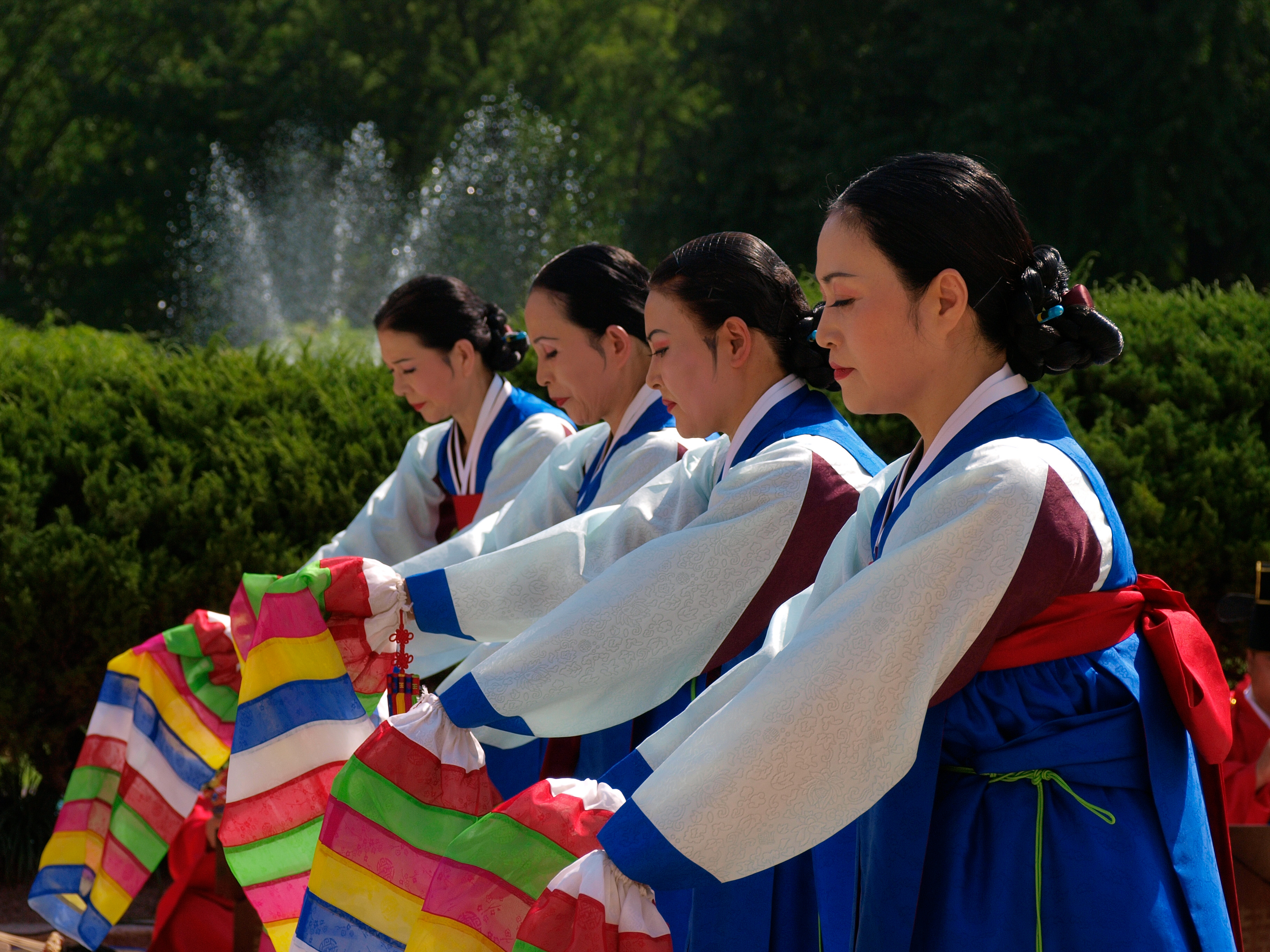

진주검무는 한삼을 끼고 무릎을 굽혀 도는 숙은사위, 앉아서 추는 앉은사위, 허리를 앞으로 엎쳤다가 뒤로 제치며 빙빙 도는 연풍대가락, 맨손으로 팔을 펴는 손 사위 등으로 다양하게 구성되어 있으며 각각이 다른 검무에 비해 모두 독특하다.
다른 검무에서는 처음에 맨손으로 춤을 시작하여 칼을 어우른 다음 칼을 들어 춤추지만, 진주검무는 한삼을 끼고 춤을 추다가 한삼을 빼고 맨손으로 다양한 무태를 보인다. 다른 검무는 대부분 4인에 의하여 추어지는 4검무(四劍舞)이지만 진주검무는 8인의 무원에 의하여 연희되는 8검무(八劍舞)이다.
또한 다른 검무는 타령장단으로 시작하여 타령장단 일색으로 추어지는데 반하여, 진주검무는 도드리장단으로 시작하여 타령장단·허튼 타령장단·타령장단·자진 타령장단·자진모리·허튼 타령장단 순으로 이어지는 형식으로 타령장단에 느린 타령장단을 혼용하고 몹시 빠른 타령장단까지도 사용한다.
진주검무에 사용되는 악기는 북, 장고, 대금, 해금, 박, 피리 한 쌍으로 구성된다. 반주장단 순서는 긴염불 27장단, 타령 58장단, 도드리(허튼타령) 68장단, 느린타령 5장단, 도드리(허튼타령) 74장단, 자진모리 15장단이다.

## 전수자
- 김순녀(金順女, 1926년 12월 10일~) - 장고, 검무 - 1967년 1월 16일 공인
- 성계옥(成季玉, 1927년 4월 19일~) - 장고, 검무 - 1978년 6월 20일 공인
- 정금순(鄭今順, 1930년 1월 20일~) - 장고, 검무 - 2001년 11월 26일 공인

[출처] 한국학중앙연구원 - 향토문화전자대전

## 갤러리

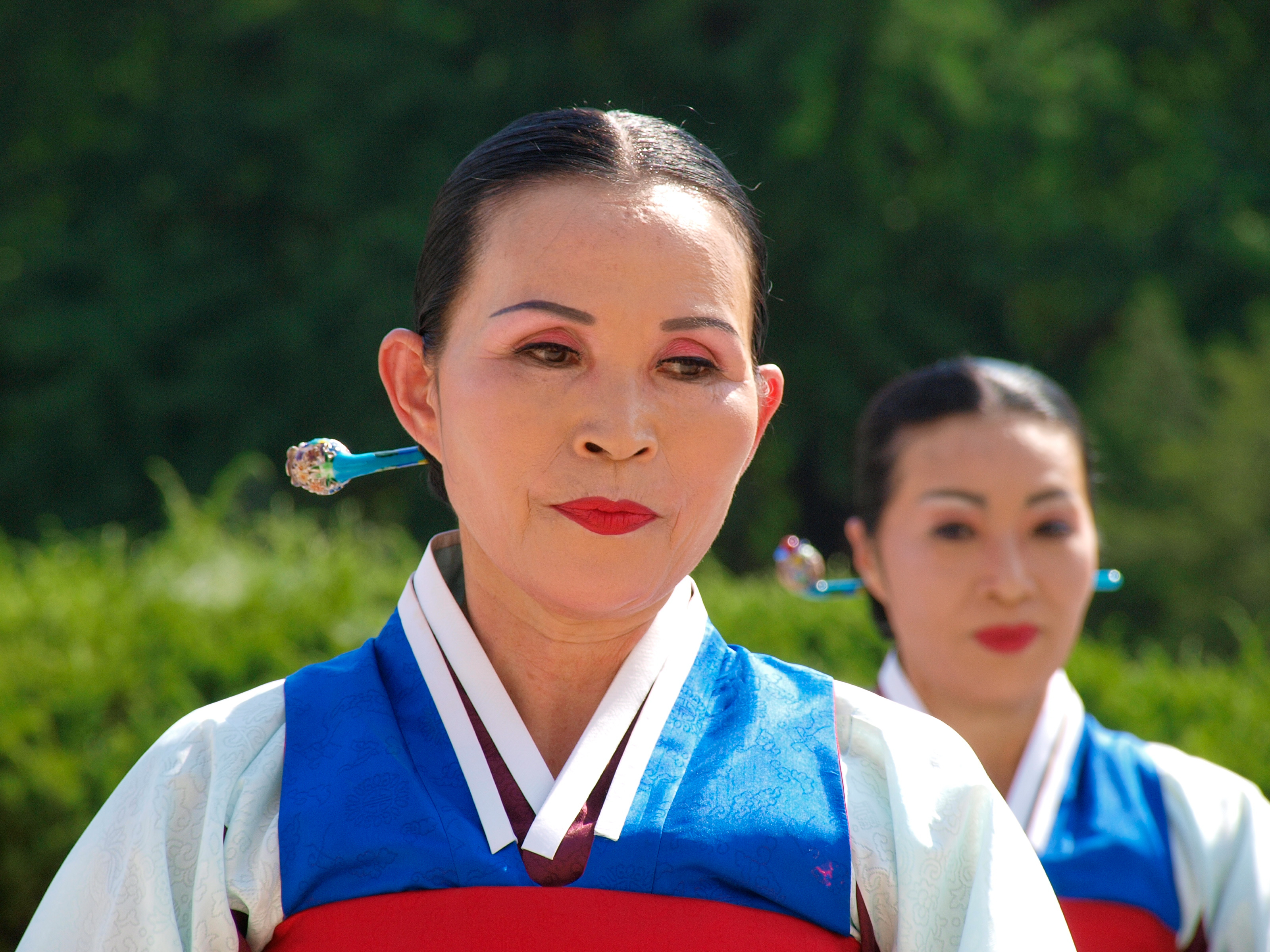
진주검무 예능보유자들
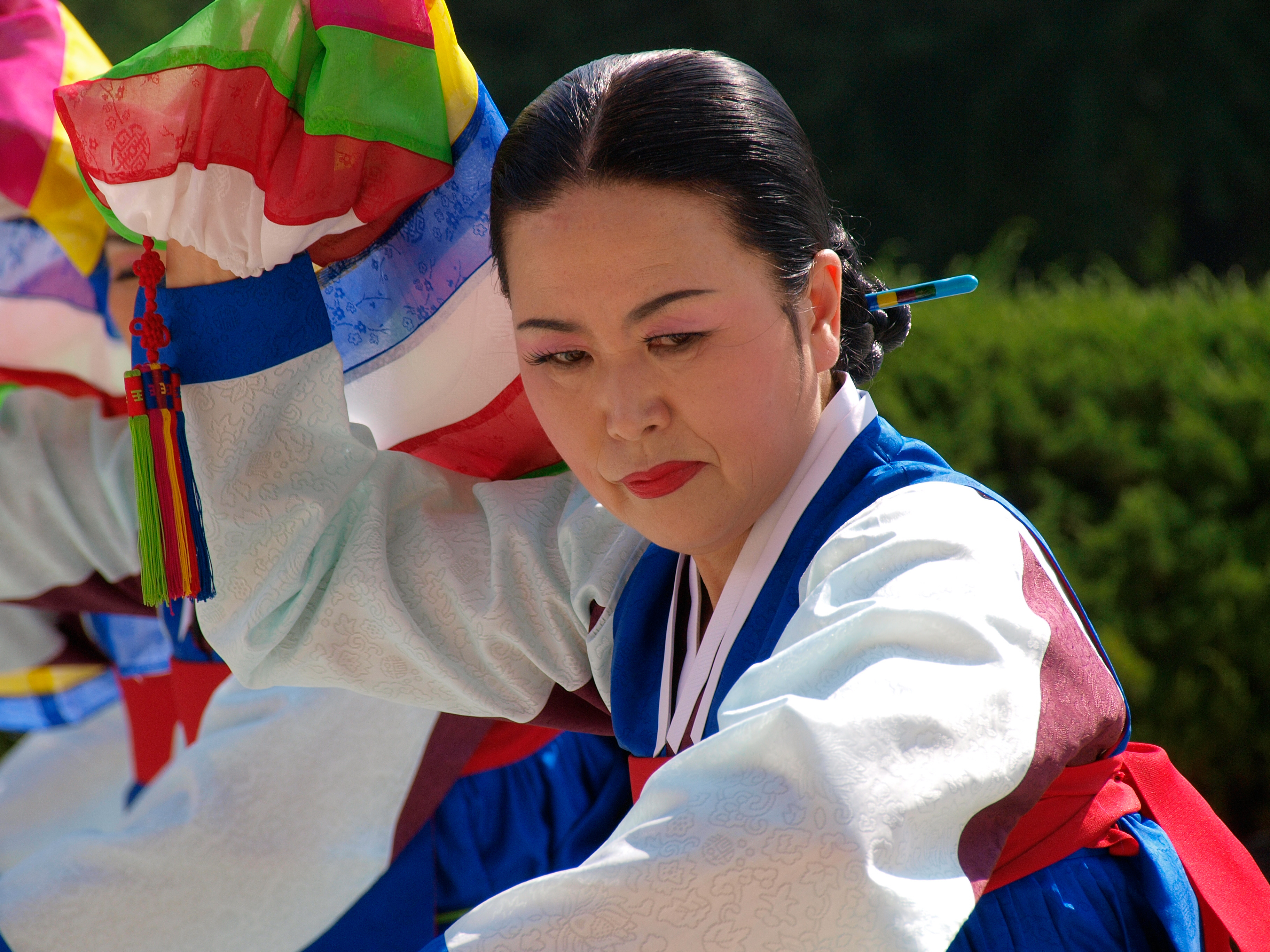
진주검무 예능보유자들
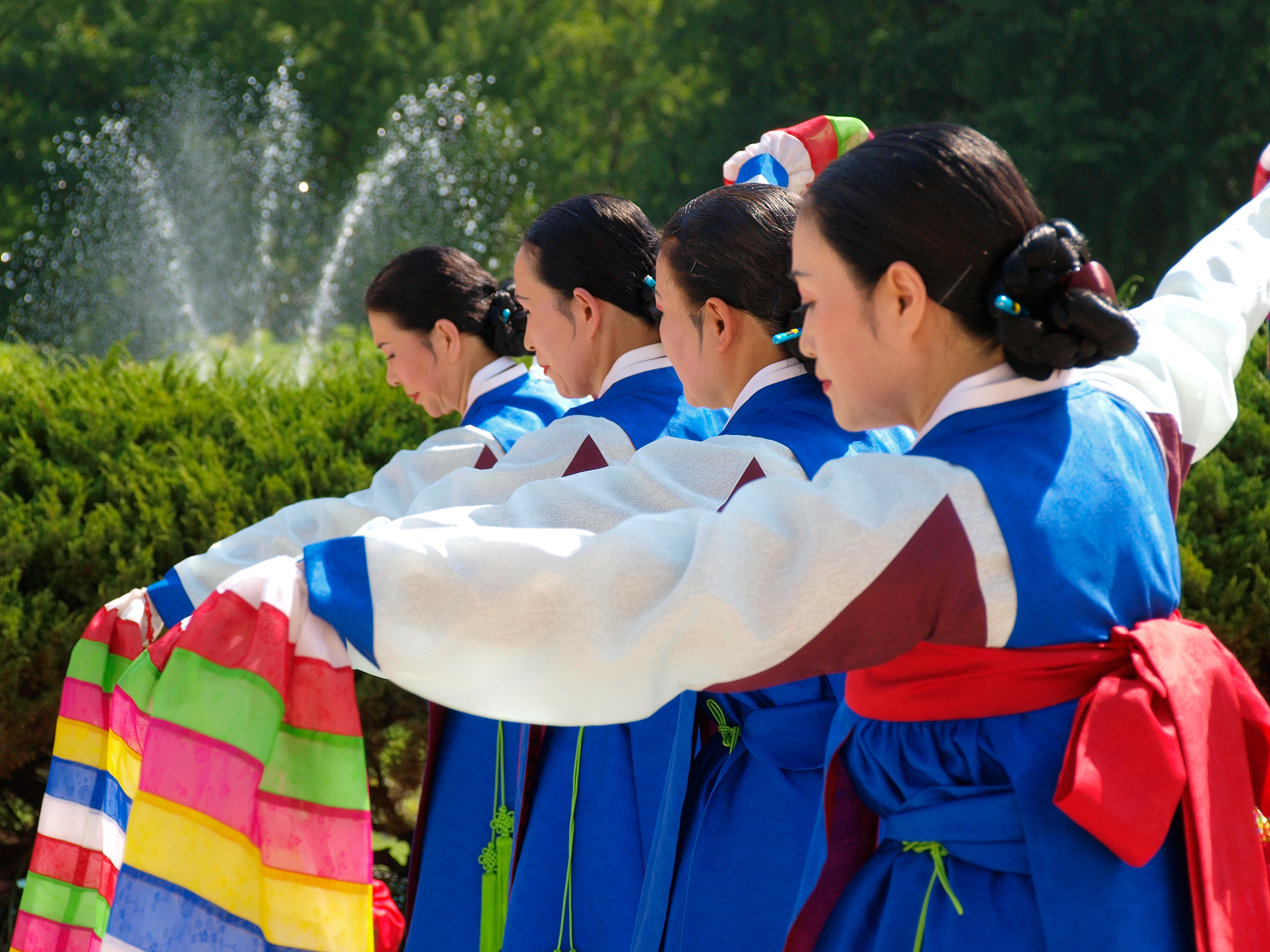
진주검무 예능보유자들
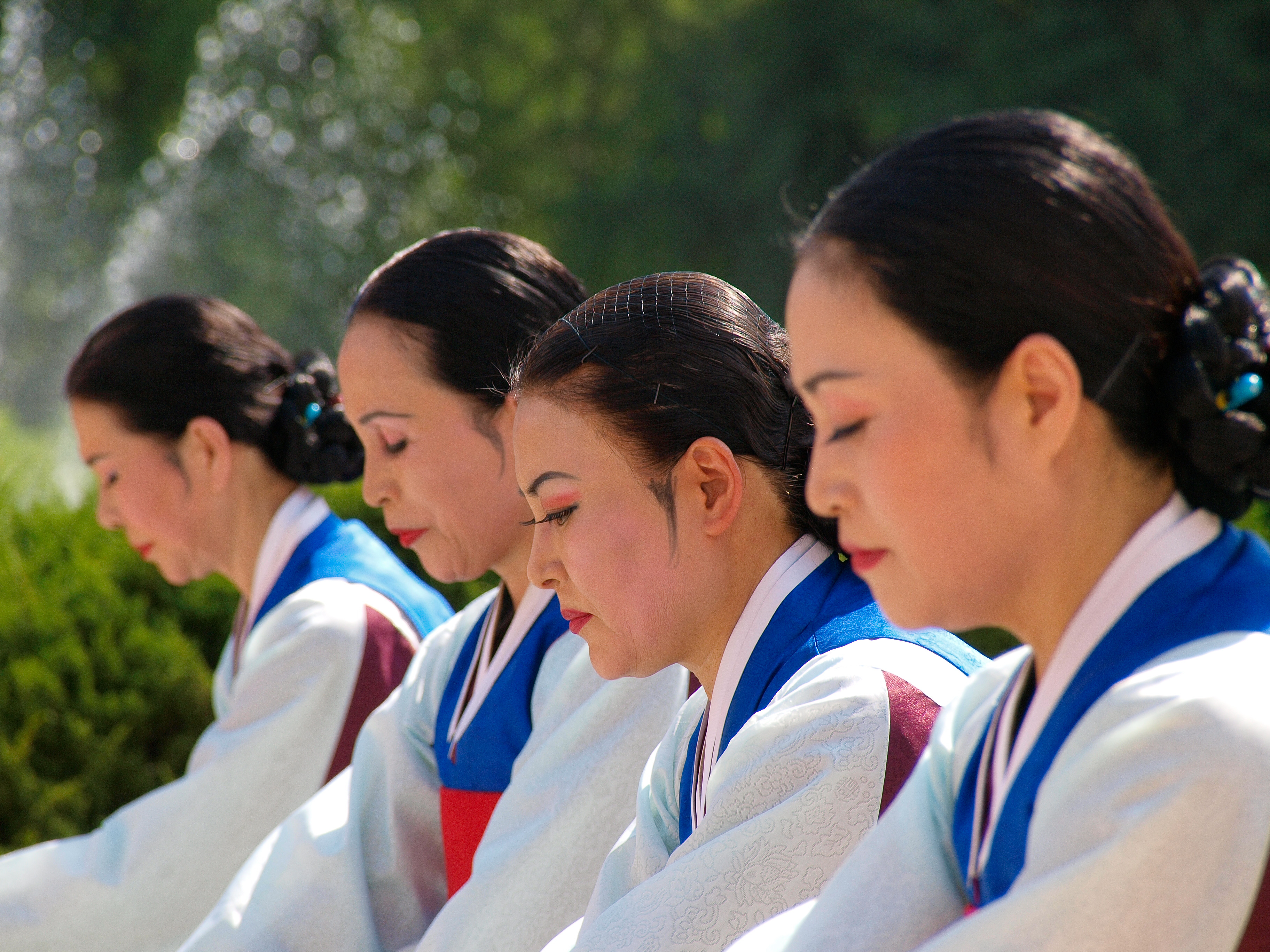
진주검무 예능보유자들
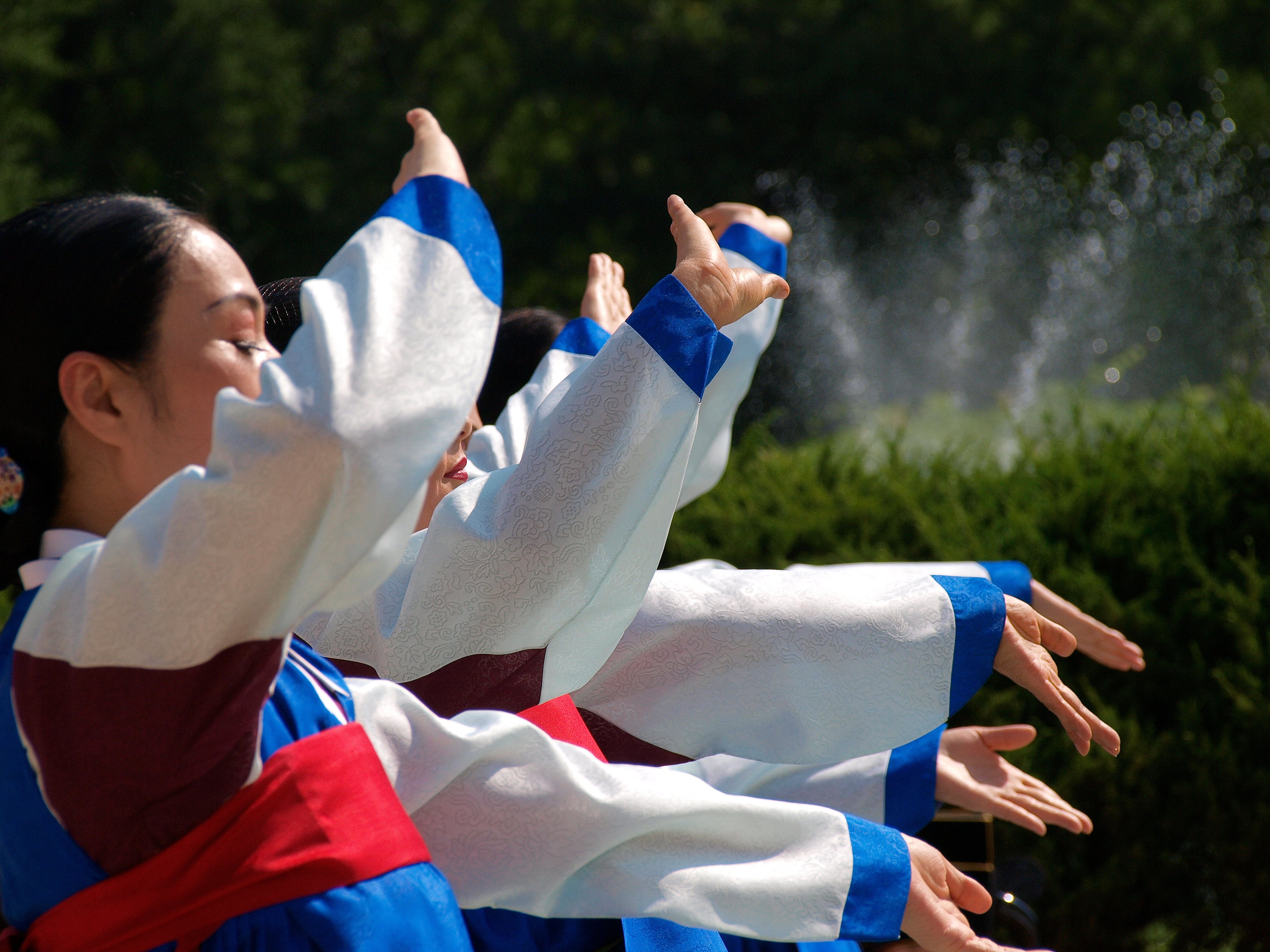
진주검무
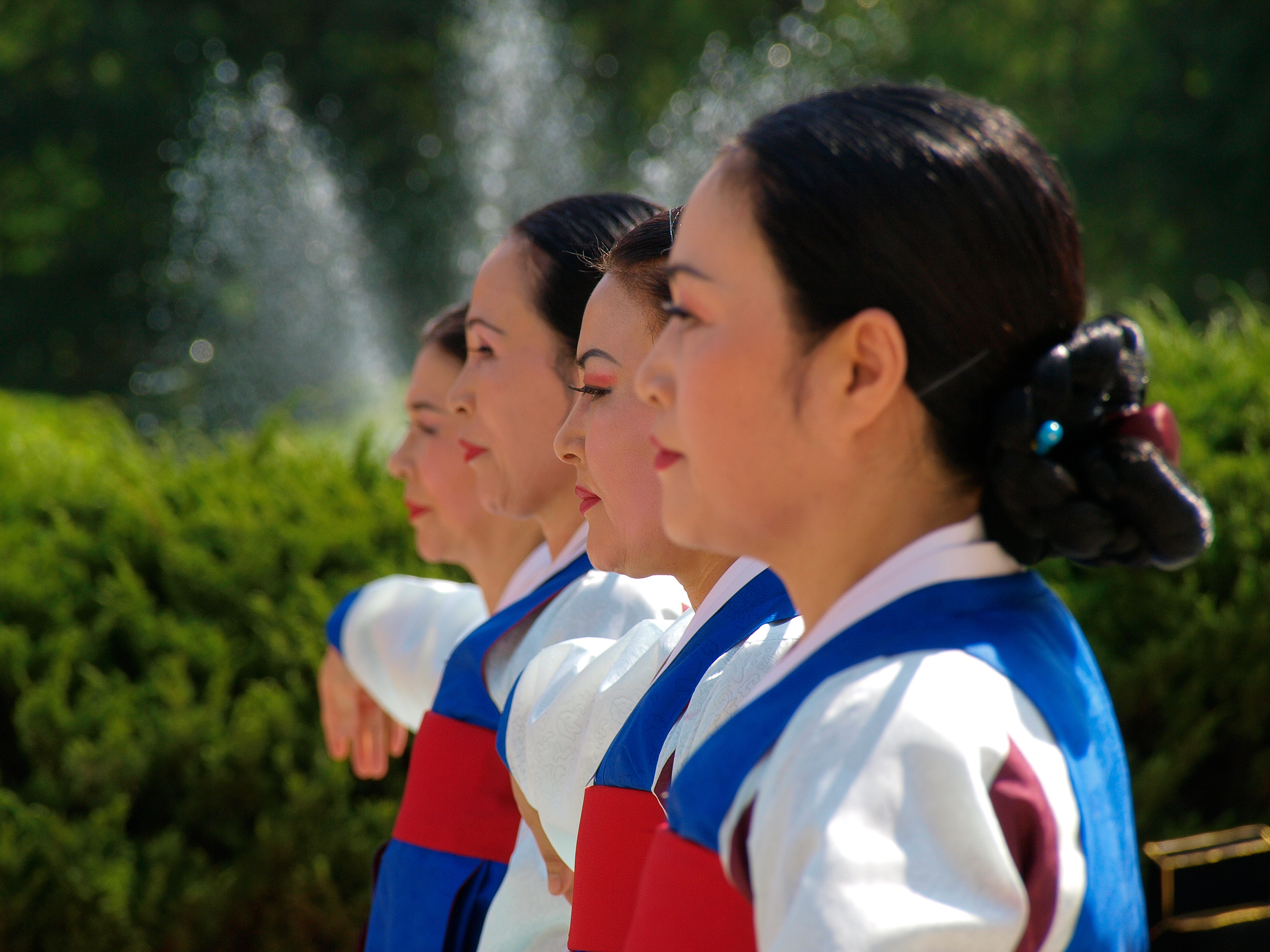
진주검무

## 같이 보기
- 진주논개제
- 진주포구락무
- 진주삼천포농악

## 관련 도서
- 진주검무 (성계옥, 화산문화) 2002년 12월 26일, ISBN : 898627759X